# ＃みちょパラ
『#みちょパラ』（ハッシュタグみちょパラ）は、ニッポン放送ほかで放送しているラジオ番組。

## 概要
みちょぱこと池田美優の1人しゃべり初挑戦となるラジオ番組。放送開始が番組改編期でないのは、前番組の「柳原可奈子のワンダフルナイト」でパーソナリティーを務めていた柳原可奈子が妊娠に伴って番組を終了することになったためである。
番組開始に寄せて、池田は「10代の女子に向けた話題多めでトークを繰り広げるが、男子にも聴いてほしい」と語っているが、実際には池田がテレビで話すことのない下ネタをテーマにトークすることもある。
2020年7月以降、池田があげたいと思ったリスナーに番組ステッカー、特に良いと思ったリスナーには野性爆弾のくっきー!がデザインした番組ステッカーをプレゼントしている。
Xのハッシュタグはタイトルと同じ「#みちょパラ」。
番組で使用しているメールアドレスのドメインはニッポン放送の夜間の番組で使用されている「allnightnippon.com」ではなく「1242.com」を使用している。
ニッポン放送では2021年4月4日から日曜22時30分に放送時間が繰り上げとなった。なお、空いた23時台については、『櫻坂46 こちら有楽町星空放送局』が30分繰り上げて移動。
放送時間変更と同時に冬スポ!!が冬季期間中だけにスポンサーを変更し、それ以外の期間は別のスポンサーが担当することになった。なお、冬スポ!!は2023年10月からの提供を見送ったため、冬スポ!!関連コーナーも終了となった。
ニッポン放送では、2021年11月23日(火曜)14:00 - 15:30に本番組の特番『ホリデースペシャル みちょパラ女子部』を放送した。

## パーソナリティ
- 池田美優

## 放送時間
| 放送対象地域 | 放送局       | 放送時間           | 放送期間        | 備考     |
| ------------ | ------------ | ------------------ | --------------- | -------- |
| 関東広域圏   | ニッポン放送 | 日曜 22:30 - 23:00 | 2019年5月12日 - | 制作局   |
| 新潟県       | 新潟放送     | 火曜 21:00 - 21:30 | 2019年10月1日 - |          |
| 青森県       | 青森放送     | 日曜 21:30 - 22:00 | 2021年4月4日 -  | [ 注 6 ] |
| 山口県       | 山口放送     | 土曜 23:00 - 23:30 | 2025年2月1日 -  | [ 注 7 ] |

| 放送対象地域   | 放送局   | 放送時間           | 放送期間                      | 備考             |
| -------------- | -------- | ------------------ | ----------------------------- | ---------------- |
| 静岡県         | 静岡放送 | 月曜 21:00 - 21:30 | 2020年3月30日 - 2020年9月21日 | 池田の出身地の局 |
| 山梨県         | 山梨放送 | 火曜 20:30 - 21:00 | 2020年3月31日 - 2021年3月23日 |                  |
| 鳥取県・島根県 | 山陰放送 | 月曜 19:30 - 20:00 | 2021年9月27日 - 2022年3月21日 |                  |
| 大分県         | 大分放送 | 火曜 21:30 - 22:00 | 2021年9月28日 - 2023年3月28日 |                  |

## 現在の番組コーナー
番組前半に普通のお便り、後半に投稿コーナーが放送される。
今週の週刊少年マガジン読みました
2023年10月1日から週刊少年マガジンがスポンサーに付いたことから始まったコーナー。週刊少年マガジンを読んだ感想を投稿するコーナーということになっているが、ネタ要素（実際に掲載されていないような内容など）が含まれていてもスポンサーからクレームが付かない限り投稿しても問題ないとのこと。
後述のスキー場情報に出演していたおせつときょうたのきょうたも投稿しており、投稿のたびに採用されている。おせつもコーナー開始当初「おせつ」名義で投稿したところ池田から酷評されたため、それ以降は別名義で投稿し幾度が採用されていることを2024年1月7日におせつときょうたがゲスト出演した際に明かしている。
ですよね、編集長
週刊少年マガジンの川窪編集長宛に共感を求めるような投稿をする。先述の『今週の週刊少年マガジン読みました』にてきょうたが毎回メールの最後に川窪に宛てて共感を求めるような内容を追記していた事からコーナーが始まった。
みちょパラ マンガ家を育てる
週刊少年マガジンに掲載されるような漫画のストーリーを投稿する。
男子禁制・みちょぱ女子部
女の子のあれこれ・疑問について一緒に考えていくコーナー。男子禁制とあるが、男性からもメッセージを募集している。
みちょぱ男子部
男子リスナーからの悩み相談に答える。2022年以降は女子部と共同のコーナーにして「みちょぱ女子＆男子部」として放送している。
佐久間宣行の悩み
元・テレビ東京のテレビ プロデューサー　佐久間宣行が悩んでいるであろうことを妄想するコーナー。
シン・ギャル語辞典
リスナーから令和のギャルが使っている言葉をクイズ形式で池田に出題して答えてもらう。ただし、内容は答えを無理矢理下ネタにしたものが多い。
鷲見玲奈 好感度爆上げメール
この番組のリスナーである鷲見玲奈をネタにしたメッセージを本人が聴いていてTwitterに投稿した事から始まったコーナー。コーナー名の通り、鷲見を褒める内容のメールを投稿するもの。
ニコちゃん
見たモノ・感じたコトをそのまま口にだしちゃう超絶素直なキャラクター「ニコちゃん」の呟きを投稿するコーナー。藤田ニコルとは無関係としているが、コーナーのジングルやアタック音は藤田の楽曲である「Bye Bye」を採用している。
みーがしーに送ったLINE
FNS27時間テレビ 鬼笑い祭の企画「100kmサバイバルマラソン」に参加した池田の夫である大倉士門に対し、マラソン中池田が大倉に送ったLINEの内容を考えて投稿するコーナー。
フジモン
2021年12月から幾度となくゲスト出演している藤本敏史にちなんだコーナー。ただし、内容は「ヘキサゴン！」の後に何か呟けばいいだけで、投稿内容を基に方向性を決めていくとのこと。藤本の不祥事に伴い2023年10月頃より一時的に休止していたが、2024年4月21日の『春の準備スペシャル』で半年ぶりに復活。
この他、普通のお便りと曲のリクエストを募集している。なお、番組内で曲がかかることはあまりない。

## 過去の番組コーナー
みちょぱのみちょみちょイイ話
池田が日常で感じたことを話すコーナー。
みちょぱの壁
みちょぱが『有吉の壁』にもしも出演することになったら、どんなネタをするか募集するコーナー。
究極のクロ択
安田大サーカスのクロちゃんと誰か、または何かを比べて、どっちがマシなのかを池田が決めるコーナー。
赤羽あるある
東京都北区赤羽のあるあるを募集するコーナー。
株式会社みちょぱアプリ
みちょぱが社長のIT企業で起こりそうな事を募集するコーナー。
元カレHAYATO
池田の元カレHAYATOからのメールを想像で募集するコーナー。
みちょパランキング
みちょぱが1位を獲れそうなランキングを募集するコーナー。
ステッカーアイデア
番組ステッカーのデザイン案を募集するコーナー。2020年6月14日の放送でステッカーのデザインが決まり、2020年7月5日の放送でステッカーに入れる文字も決まり、完成した。
あまり知られていないこと、みちょぱに教えて!
あまり知られていない雑学・豆知識を募集するコーナー。
みちょんイン ポッシブル
ミッション:インポッシブルシリーズを真似たコーナーで、不可能だと思われていた事を実現させたエピソードを投稿してもらう。美酢がスポンサーについていた時は採用者に「美酢」のプレゼントがあったが、美酢のスポンサー撤退後もプレゼント無しで継続していた。
伝説の天才ギャルポエマー・相田みちょを
伝説の天才ギャルポエマーである相田みちょをが書いていそうなポエムを募集、紹介するコーナー。
お悩み相談
リスナーからのお悩みを解決するコーナー。実質的に先述の女子部＆男子部に統合された。
全国のスキー場情報
スキーシーズンにのみ行うコーナー。お笑い芸人のおせつときょうたがレポーターとなり、全国のスキー場情報を紹介していく。2023年10月以降、冬スポ!!がスポンサーから撤退したため、2023年3月26日の放送をもって終了となった。

## ゲスト
2019年
- 7月28日 - ハローキティ、小巻亜矢（サンリオピューロランド館長）
- 9月29日 - おせつときょうた（2019年10月7日放送分より1コーナーを担当）
- 12月8日、15日 - クロちゃん（安田大サーカス）

2020年
- 2月16日、23日 - 佐久間宣行（放送当時テレビ東京プロデューサー）
- 4月26日 - 舘ひろし
- 6月14日、21日 - くっきー!（野性爆弾）
- 9月6日、13日 - かまいたち

2021年
- 4月18日、25日 - ゆりやんレトリィバァ
- 5月23日、30日 - 佐久間宣行（元テレビ東京プロデューサー）
- 10月24日、31日 - 丸山桂里奈
- 11月23日(ホリデーSP) - 鈴木奈々、大家志津香（AKB48）
- 12月19日、26日 - 藤本敏史（FUJIWARA）

2022年
- 1月23日、1月30日、4月24日、5月1日 - 藤本敏史（FUJIWARA）
- 6月19日、7月3日 - 斉藤慎二（ジャングルポケット）
- 9月4日、11日 - エルフ

2023年
- 1月1日、8日 - 宇野実彩子（AAA）
- 11月12日、19日 - 川窪慎太郎（週刊少年マガジン編集長）

2024年
- 1月7日、14日 - おせつときょうた
- 2月4日、11日 - ハリウッドザコシショウ
- 6月9日、16日 - どぶろっく
- 9月1日、8日 - トム・ブラウン

2025年
- 1月5日 - おせつときょうた

## エピソード
- 『呪術廻戦』で知られる漫画家・芥見下々が『週刊少年ジャンプ』（集英社）の巻末コメントで番組について触れていたことが番組で紹介された[17]。
- 2019年7月4日（3日深夜）に放送されたニッポン放送『佐久間宣行のオールナイトニッポン0(ZERO)』でパーソナリティのテレビプロデューサー・佐久間宣行が番組についてコメントした。
- 池田の母親はリアルタイムでラジオを聴いている[18]。
- 著名なリスナーには講談師の神田伯山[19]、フリーアナウンサーの鷲見玲奈[20]、女優の小川紗良[21]などがいる。
- 2020年4月2日放送の『アメトーーク!』（テレビ朝日）の企画『みちょぱスゴイぞ芸人』でロッチの中岡創一が番組を紹介した[22]。

## その他
- 放送当日に国政選挙の投開票日があった場合はニッポン放送は放送休止となり、放送予定だった分についてはネット局向けに裏送りで放送される。
- スペシャルウィークは当番組と『ももいろクローバーZ ももクロくらぶxoxo』『櫻坂46 こちら有楽町星空放送局』でキーワードクイズを実施している。
- 2022年10月23日は『ニッポン放送ショウアップナイター 2022年日本シリーズ 東京ヤクルト対オリックス戦』の試合中継延長のため休止となった[23][注 14]。
  - なお、池田は前日に大倉士門との結婚を発表したことに伴い、この日の放送はニッポン放送のみ放送当日に急遽収録を行った「結婚報告SP」を放送予定だったが、こちらは翌週の10月30日に改めて放送された[24]。ネット局では10月24日以降に放送のものは当初の予定通り「男子部SP」放送され、10月31日以降に放送のものは当初ニッポン放送のみで放送予定だった「結婚報告SP」が放送された[25]。
- 池田の新型コロナウイルス感染症罹患に伴い、収録ができなかった分については以下の対応が取られた。
  - 2022年2月6日放送分は2021年10月31日以降にネット局で放送された[注 11]丸山桂里奈出演回の再編集版を放送。
  - 2022年8月14日放送分は「ゲスト回振り返りSP」として、藤本敏史のゲスト出演回と斉藤慎二のゲスト出演回の再編集版を放送。オープニングとエンディングは、おせつときょうたが進行を担当した。
- 2023年2月19日は『オールナイトニッポン55周年記念 オールナイトニッポン55時間スペシャル aikoと井口理のオールナイトニッポン』の放送のためニッポン放送のみ休止。
- 2023年10月15・22日放送分は藤本敏史がゲスト出演する予定だったが藤本の不祥事により直前で取りやめとなり、通常の番組編成となった。
- 2023年12月24日は『ラジオ・チャリティー・ミュージックソン』放送のためニッポン放送と青森放送は休止。
  - 通常はニッポン放送から1週遅れで放送している青森放送は、2023年12月31日はニッポン放送で2023年12月17日に放送されたものではなく、2023年に12月26日以降に配信された、ネット局向けに裏送りで制作されたものを放送した。
- 2022年11月6日から2023年3月26日の期間はAmazon Musicがスポンサーに就いており、Amazon Musicによる配信も行っていた（ニッポン放送での放送から1週間後に配信開始）。この期間、ニッポン放送で裏送りとなった放送回についてはAmazon Musicで聴取するように案内されていた。